# Kostel svatého Jana Křtitele (Rakvice)
Kostel svatého Jana Křtitele je římskokatolický chrám v obci Rakvice v okrese Břeclav. Jde o farní kostel římskokatolické farnosti Rakvice. Je chráněn jako kulturní památka České republiky.

## Historie
Na místě současného kostela stávala původně kaple sv. Ondřeje. První zmínka o této kapli pochází z listiny ze dne 16. listopadu 1368, kde papež Urban V. uděluje kapli sv. Ondřeje v Rakvicích plnomocné odpustky. V této listině je také uvedeno, že kapli nechal postavit český král Jan Lucemburský. Z toho lze určit, že kaple sv. Ondřeje byla pravděpodobně postavena někdy mezi lety 1310 a 1346.
V Rakvicích nebyl hřbitov, pohřbívalo se v sousedním Podivíně. Rakvičtí si stěžovali, že cesta do Podivína bývá často pro velkou vodu neschůdná a že mrtví nemohou být mnohdy po několik dnů pochováni. Proto 30. května 1487 požádala obec Rakvice, v čele s rychtářem Lukášem Schramem a konšely Petrem Dulderem a Kašparem Czarrem, olomouckého biskupa o zřízení hřbitova u kaple. Občané také usilovali o zřízení samostatné fary. V roce 1498 olomoucký biskup Stanislav I. Thurzo povolil zřídit samostatnou duchovní správu a zřídit hřbitov u kaple.
Dne 10. ledna 1503 povýšil olomoucký biskup Stanislav I. Thurzo se souhlasem podivínského prebendáře Jana Blaudera kapli sv. Ondřeje na farní kostel. Přiznal faráři dosavadní příjmy podivínského faráře a dal patronát rakvické fary podivínskému prebendáři. V tomto roce pak ještě jmenoval farářem v Rakvicích Martina Kirchmayera z frýsinské diecéze. V roce 1513 byl v tomto kostele zřízen oltář Nanebevzetí Panny Marie a sv. Jakuba Většího.
V polovině 16. století se v Rakvicích začalo šířit protestantství. Nositelé tohoto náboženství byli habáni, kteří se v Rakvicích usadili v roce 1540. Souhlas jim k tomu dal Jan z Lipé, v té době majitel Rakvic. České obyvatelstvo bylo katolické a německé převážně luteráni. Fara byla katolická.
Rychtář Tomáš Holotar (jinde uváděn jako Tomáš Tolár) dal spolu s konšely kostel v roce 1580 uzavřít. Němečtí obyvatelé odňali kostelu kalichy a mešní roucha. Faráři jménem Albrecht bylo vyhrožováno bitím a vypuzením z fary. Marně se snažil olomoucký biskup Stanislav Pavlovský obec přesvědčit, aby byl kněz ponechán. Kněz Albrecht musel odejít v roce 1582. Rakvičtí občané přijali za faráře luteránského kněze Jana Černovína, toho však olomoucký biskup Stanislav Pavlovský nechtěl uznat.
Dne 16. července 1605 byla obec Rakvice zpustošena vojskem, které vedl Štěpán Bočkaj. Kostel sv. Ondřeje byl vojskem vypálen, zůstala jen věž a holé zdi.
Někdy v druhé polovině 17. století byl kostel obnoven, byla rozšířena loď a obnovena nebo přistavěna věž (byl na ní 5 centů těžký zvon ulitý v roce 1668). První písemná zmínka o obnoveném kostele je v kupní smlouvě o prodeji hodonínského panství ze dne 29.09.1692. Kostel by nově zasvěcen sv. Janu Křtiteli a duchovní správu vykonával podivínský farář.
V roce 1783 byl hřbitov u kostela zrušen a byl zřízen nový na novém místě, který je užíván i v současnosti. V roce 1784 byla zřízena místní církevní správa a v roce 1789 byla postavena farní budova.
V roce 1844 bylo farní budově přistavěno další podlaží. V roce 1859 byla místní církevní správa povýšena na faru.
V roce 1874 byla provedena oprav a nové zastřešení věže kostela, byla pozlacena báně a opatřena železným křížem. Výška věže byla zachována. Roku 1875 došlo k rozšíření kostela. Bylo zbořeno kněžiště amorfního tvaru a loď prodloužena východním směrem, vybudováno nové kněžiště s přilehlou sakristií a v celé délce lodi prolomena okna jednotného tvaru, vestavěna hudební kruchta. Kostel tak v podstatě získal stávající podobu. V roce 1898 byl kostel uvnitř vymalován a navenek nově zaomítán a olíčen tmavožlutou barvou.
V roce 1917 byly na válečné potřeby odevzdány a roztaveny dva rakvické zvony: větší o váze 270 kg s vyobrazením Cyrila a Metoděje a umíráček o váze 45 kg s vyobrazením sv. Jana Křtitele a sv. Floriána. Roku 1921 byl kostel a fara stejně jako i obecní budovy opraveny a olíčeny žlutozelenou barvou. V roce 1924 obec pořídila nové zvony jako náhrada za zvony zabavené během 1. světové války.
Dne 29. listopadu 1939 spadlo na kostel malé letadlo. V roce 1942 byly opět pro válečné potřeby zabaveny a roztaveny rakvické zvony, nejprve nové zvony z roku 1924 a po nich i starý zvon s letopočtem 1702. V obecní kronice je k tomu zapsáno "Ani klekání, ani poledne se z věže kostelní neozývalo. Dědina úplně oněměla." V neděli 15. dubna 1945 se stala kostelní věž hlavním cílem palby dělostřelců. Byla zasažena věž i střecha kostela.
Dne 23. listopadu 1984 byla při vichřici poškozena střecha kostela. V roce 1991 byla dokončena oprava fary a započata oprava kostela. Plechová střecha, kříž i s bání byly natřeny. Omítka věže byla otlučena a věž byla znovu zaomítána. Ciferníky na kostelních hodinách byly vyměněny, původní římské číslice byly nahrazeny arabskými číslicemi. Roku 1993 byly vyměněny okapy i ostatní oplechování, byly také opraveny věžní hodiny i s ciferníky. V roce 2002 byla provedena oprava zvonu.

## Současnost
V polovině roku 2014 započala oprava kostela financovaná obcí Rakvice a římskokatolickou farností Rakvice. Postupně bylo provedeno odvodnění obvodového zdiva, nanesení nové omítky na celém plášti kostela, výměna oken a spodní části věžního oplechování. Oprava byla kompletně dokončena na konci května roku 2015.